# Курпезова Горица
Курпезова Горица је насељено место у општини Крашић, Загребачка жупанија, Хрватска.

## Историја
До територијалне реорганизације у Хрватској била је у саставу старе општине Јастребарско.

## Становништво
На попису становништва из 2011. године, Курпезова Горица је имала 9 становника.
| Број становника према пописима | Број становника према пописима | Број становника према пописима | Број становника према пописима | Број становника према пописима | Број становника према пописима | Број становника према пописима | Број становника према пописима | Број становника према пописима | Број становника према пописима | Број становника према пописима | Број становника према пописима | Број становника према пописима | Број становника према пописима | Број становника према пописима | Број становника према пописима |
| ------------------------------ | ------------------------------ | ------------------------------ | ------------------------------ | ------------------------------ | ------------------------------ | ------------------------------ | ------------------------------ | ------------------------------ | ------------------------------ | ------------------------------ | ------------------------------ | ------------------------------ | ------------------------------ | ------------------------------ | ------------------------------ |
| 1857                           | 1869                           | 1880                           | 1890                           | 1900                           | 1910                           | 1921                           | 1931                           | 1948                           | 1953                           | 1961                           | 1971                           | 1981                           | 1991                           | 2001                           | 2011                           |
| 49                             | 48                             | 53                             | 47                             | 53                             | 58                             | 54                             | 57                             | 68                             | 62                             | 54                             | 32                             | 28                             | 17                             | 9                              | 9                              |